# Campionati africani di badminton 2004
I Campionati africani di badminton 2004 si sono svolti a Beau Bassin-Rose Hill, alle Mauritius. È stata la 11ª edizione del torneo, organizzato dalla Badminton Confederation of Africa.

## Podi
| Evento              | Oro                                 | Argento                          | Bronzo                                |
| Singolare maschile  | Dotun Akinsanya                     | Olivier Fossy                    | Chris Dednam                          |
| Singolare maschile  | Dotun Akinsanya                     | Olivier Fossy                    | Ibrahim Adamu                         |
| Singolare femminile | Michelle Edwards                    | Chantal Botts                    | Amrita Sawaram                        |
| Singolare femminile | Michelle Edwards                    | Chantal Botts                    | Susan Ideh                            |
| Doppio maschile     | Johan Kleingeld Chris Dednam        | Dotun Akinsanya Abimbola Odejoke | Stewart Carson Dorian James           |
| Doppio maschile     | Johan Kleingeld Chris Dednam        | Dotun Akinsanya Abimbola Odejoke | Stephan Beeharry Yogeshsingh Mahadnac |
| Doppio femminile    | Michelle Edwards Chantal Botts      | Miriam Sude Grace Daniel         | Juliette Ah-Wan Shirley Etienne       |
| Doppio femminile    | Michelle Edwards Chantal Botts      | Miriam Sude Grace Daniel         | Amrita Sawaram Karen Foo Kune         |
| Doppio misto        | Greg Orobosa Okuonghae Grace Daniel | Stephan Beeharry Shama Aboobakar | Johan Kleingeld Marika Daubern        |
| Doppio misto        | Greg Orobosa Okuonghae Grace Daniel | Stephan Beeharry Shama Aboobakar | Dorian James Michelle Edwards         |